# Wolfgang Lischke
Wolfgang Lischke (* 4. Juli 1947) ist ein ehemaliger deutscher Fußballspieler, der zwischen 1969 und 1980 in der DDR-Oberliga, der höchsten Liga im DDR-Fußball, spielte. Mit Dynamo Dresden wurde er 1973 DDR-Fußballmeister.

## Sportliche Laufbahn
Als Jugendlicher spielte Wolfgang Lischke zunächst Handball. Bei Chemie Premnitz brachte er es bis zum Nachwuchsnationalspieler, musste diese Sportart aber wegen eines komplizierten Armbruchs im Alter von 19 Jahren aufgeben. 
Er wandte sich daher dem Fußball zu und schloss sich der BSG Chemie Piesteritz an, mit der bis 1968 in der viertklassigen Bezirksklasse spielte. Im Sommer 1968 wechselte Lischke in die zweitklassige DDR-Liga zur BSG Chemie Zeitz. Als Stürmer bestritt er alle 15 Punktspiele der Hinrunde der Saison 1968/69 und erzielte dabei drei Tore. Anschließend wurde er für sechs Monate gesperrt. Von der Saison 1969/70 an spielte Lischke für die BSG Stahl Riesa in der DDR-Oberliga. Auch in Riesa kam er zunächst nur in der Hinrunde zum Einsatz. Bis zum 11. Spieltag kam er in zehn Oberligaspielen zum Einsatz, stand als Stürmer aber nur siebenmal in der Startelf und blieb auch ohne Torerfolg. Am 11. Spieltag verletzte er sich so schwer, dass er für den Rest der Saison ausfiel. Den Durchbruch in der Oberliga schaffte Lischke in der Spielzeit 1970/71, als er für Stahl Riesa 24 der 26 Oberligaspiele bestritt und in der Regel als Mittelstürmer aufgeboten mit dreizehn Treffern Torschützenkönig der Riesaer wurde. Auch 1971/72 war Lischke unangefochten Mittelstürmer bei Stahl Riesa. In den 26 Oberligaspielen kam er 22-mal zum Einsatz, konnte aber kein Tor erzielen. Die gesamte Mannschaft blieb torarm, sodass sie absteigen musste. 
Um weiter in der Oberliga zu bleiben, wechselte Lischke mit Beginn der Saison 1972/73 zu Dynamo Dresden. Dort erfüllten sich seine Hoffnungen nur teilweise. Gegen Dynamos Auswahlsturm mit Frank Richter, Dieter Riedel und Gert Heidler konnte sich Lischke nicht durchsetzen. Nur als Riedel Mitte der Hinrunde verletzt ausfiel, setzte Trainer Walter Fritzsch den Neuling in fünf Oberligaspielen als Mittelstürmer ein. Außerdem bestritt Lischke eine Halbzeit im Zweitrundenspiel des UEFA-Pokals gegen Ruch Chorzów. Danach kam Lischke nur noch am Anfang der Rückrunde im Viertelfinale des UEFA-Pokals gegen den FC Liverpool über die gesamte Spieldauer und am 21. Oberligaspieltag als Einwechselspieler zum Zuge. In der übrigen Zeit spielte er mit der DDR-Ligamannschaft Dynamo Dresden II, der er mit 13 von 22 Punktspielen und vier Toren zum Staffelsieg verhalf. Schließlich hatte er mit sechs Oberligaspielen auch einen Anteil am Gewinn der DDR-Meisterschaft der 1. Mannschaft. 
Angesichts der wenigen Einsatzzahlen in Dresden nahm Lischke einen erneuten Wechsel vor und schloss sich dem Oberligisten Chemie Leipzig an. Dort konnte er 1973/74 sofort Fuß fassen und bestritt hauptsächlich als Mittelstürmer 21 der 26 Oberligaspiele. Wie Lischke, der nur zwei Punktspieltore erzielte, wies Chemie insgesamt wenig Tore auf und musste absteigen. In der DDR-Liga-Saison 1974/75 setzte der neue Trainer Karl Schäffner Lischke, der bisher fast ausnahmslos als Stürmer gespielt hatte, über die gesamte Spielzeit als rechten Verteidiger ein. Lischke fehlte nur in einem Punktspiel und wurde auch in allen acht Aufstiegsspielen aufgeboten. Chemie Leipzig gewann die Aufstiegsrunde und kehrte zur Spielzeit 1975/76 wieder in die Oberliga zurück. Auch im zweiten Jahr unter Schäffner behielt Lischke seine Position auf der rechten Abwehrseite, war aber trotzdem zusammen mit Bernd Trunzer mit fünf Treffern bester Torschütze der Chemiker. Die Mannschaft verpasste erneut den Klassenerhalt und spielte anschließend drei Spielzeiten lang wieder in der DDR-Liga. Dreimal wurde Chemie Leipzig Staffelsieger, schaffte aber erst im dritten Anlauf den Wiederaufstieg. Lischke bestritt von den 66 Punktspielen 52 Partien und war in 22 der 24 Aufstiegsspiele dabei. 1976/77 ließ ihn Trainer Schäffner zunächst weiter in der Abwehr spielen, setzte ihn aber in den sechs letzten Aufstiegsspielen wieder im Angriff ein. Dort spielte er auch in den beiden folgenden Spielzeiten und wurde im Aufstiegsjahr 1979, nun unter Trainer Dieter Sommer, mit 16 Treffern wieder Torschützenkönig der Leipziger. Die Oberligasaison 1979/80 war Lischkes letzte Spielzeit bei Chemie Leipzig. Wieder als Stürmer spielend verpasste er nur ein Punktspiel und holte sich mit sechs Treffern zum letzten Mal die Torjägerkrone bei Chemie Leipzig. Auch diesmal gelang der Mannschaft nicht der Klassenerhalt.
Zur Saison 1980/81 wechselte Lischke 33-jährig zum Bezirksligisten Chemie Markkleeberg. Dort holte er sich wieder sofort mit 23 Treffern die Torjägerkrone, sowohl bei seiner Mannschaft als auch in der Bezirksliga. Der TSG verhalf er außerdem zum Gewinn des Bezirkspokals. Ein Jahr später schaffte er mit Markkleeberg den Aufstieg in die DDR-Liga. In den folgenden zwei DDR-Liga-Spielzeiten sicherte Lischke der Mannschaft als Stammspieler den Klassenerhalt, bestritt 35 der 44 Ligaspiele und wurde mit jeweils acht Toren bester Schütze bei Chemie Markkleeberg. Mit 37 Jahren wechselte er zur 2. Mannschaft in die Bezirksliga, wo er noch bis 1986 als Fußballspieler aktiv blieb.
Nach dem Ende der Laufbahn als Fußballspieler betätigte sich Lischke als Fußballtrainer bzw. Übungsleiter. Er trainierte nur unterklassigen Mannschaften wie die TSG Schkeuditz, Chemie Markkleeberg und LVB Leipzig, sowie Mannschaften in Wolfen, Weißenfels und Markwerben. Den Leipziger Verein Knautkleeberger SC führte er zweimal zum Aufstieg und zum Stadtpokal. Zuletzt war Lischke ab 2009 Trainer beim Leipziger Stadtligisten TSG Blau Weiß in Großlehna.